# Grias
Grias é um género botânico pertencente à família Lecythidaceae.

## Espécies
- Grias cauliflora L.
- Grias colombiana Cuatrec.
- Grias haughtii R.Knuth
- Grias longirachis Mori & Clark
- Grias multinervia Cuatrec.
- Grias neuberthii J.F.Macbr.
- Grias peruviana Miers